# Paolo Zanella
Paolo Zanella (Reggio nell'Emilia, 28 agosto 1933) è un informatico italiano.

## Biografia
Paolo Zanella, laureato in Matematica e Fisica, ha iniziato la sua carriera scientifica nel 1958 all'Università di Bologna.
Nel 1960 presso SACLANT (La Spezia) è stato programmatore del primo computer binario prodotto in serie (ERA 1101).
Nel 1962 entrò al CERN (Ginevra, Svizzera) dove fra il 1976 e il 1989 ricoprì la carica di direttore della divisione Data Handling raggiungendo importanti risultati: l'introduzione dei calcolatori on-line, lo sviluppo delle prime reti, della PET e del World Wide Web, il riconoscimento automatico di eventi di fisica delle particelle e lo sviluppo di uno dei più grandi centri di calcolo del mondo.
Nel 1990 in collaborazione con Carlo Rubbia (che all'epoca era Direttore Generale del CERN) e per volontà della Regione Autonoma della Sardegna fondò il CRS4 Centro di Ricerca, Sviluppo e Studi Superiori in Sardegna, ricoprendo la carica di Presidente e Amministratore Delegato dal 2006 al 2014, succedendo allo stesso Carlo Rubbia e a Nicola Cabibbo.
Dal 1994 al 1998 è stato direttore dell'EBI (European Bioinformatics Institute) di Cambridge.
È autore di oltre 50 articoli scientifici.
È coautore del volume in lingua francese “Architecture et Technologie des Ordinateurs” (ed. Dunod- Paris)

## Carriera accademica
Ricopre la Cattedra di Informatica presso la Facoltà di Scienze dell'Università di Ginevra, dal 1981 al 1990 come professore associato, dal 1991 al 1998 come professore ordinario, e come professore onorario dal 1999 ad oggi.

## Riconoscimenti
“Fellow of the ACM” (Association for Computing, New York) onorificenza conferitagli nel 1997 “in riconoscimento di risultati tecnici e professionali eccezionali nel campo delle tecnologie informatiche”.